# Eugnophomyia funebris
Eugnophomyia funebris là một loài ruồi trong họ Limoniidae. Chúng phân bố ở vùng Tân nhiệt đới.